# St. Cosmas und Damian (Hattenhof)
| St. Cosmas und Damian Hattenhof                                         |                                |
|                                                                         |                                |
| Frontportal mit Kirchplatz, Kirchenschiff. Turm aus dem 16. Jahrhundert |                                |
| Ort                                                                     | Hattenhof (Neuhof)             |
| Konfession                                                              | römisch-katholisch             |
| Diözese                                                                 | Fulda                          |
| Patrozinium                                                             | Cosmas und Damian              |
| Baujahr                                                                 | Kirchenschiff: 1887 Turm: 1519 |
| Bautyp                                                                  | Saalkirche                     |
| Funktion                                                                | Pfarrkirche                    |

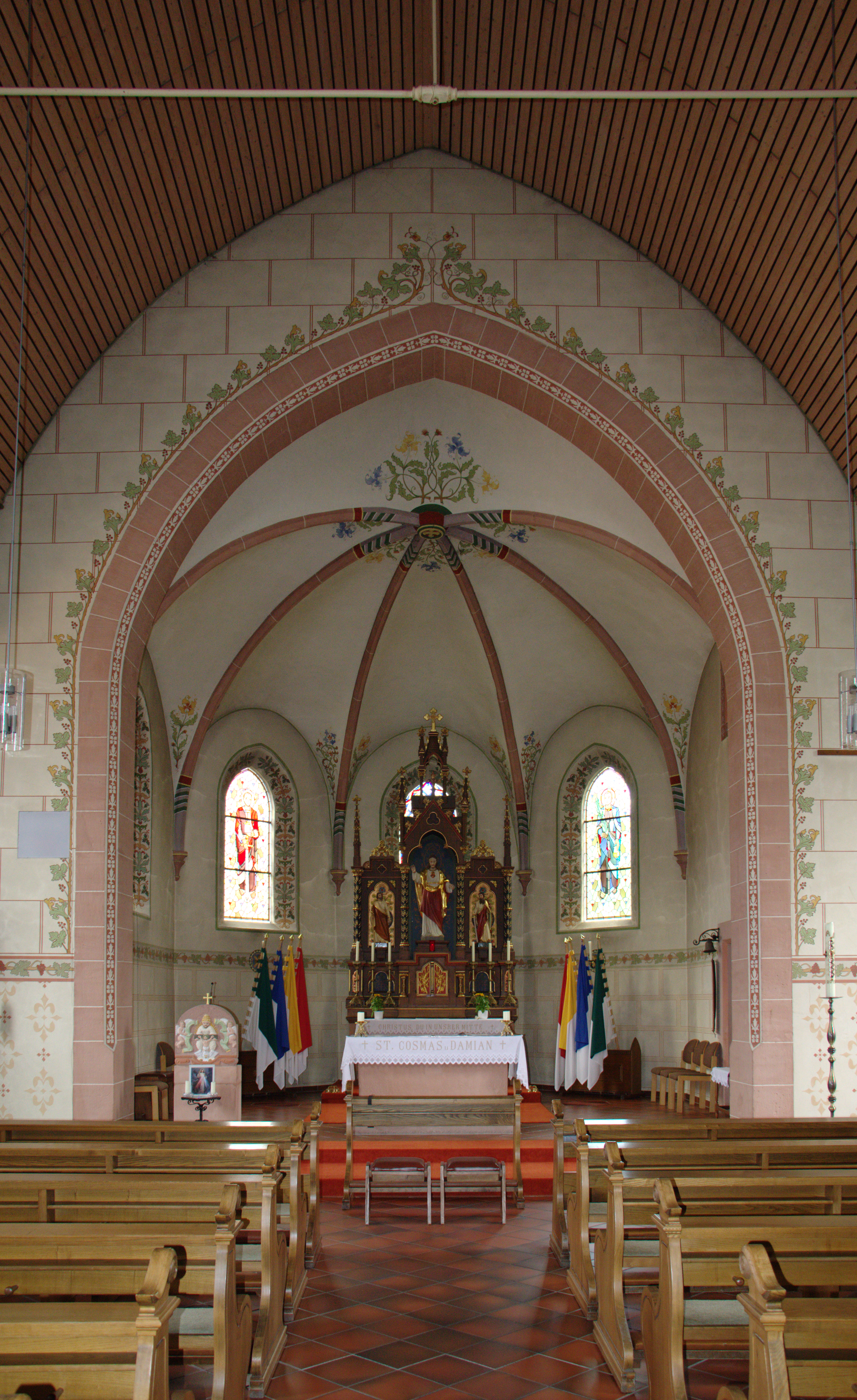
Innenansicht Altar

St. Cosmas und Damian (Hattenhof) ist eine römisch-katholische Pfarrkirche in Hattenhof, Gemeinde Neuhof im osthessischen Landkreis Fulda, die zum Bistum Fulda gehört. Das Kirchengebäude steht an der St.-Cosmas-Straße 2.
Die Kirche steht unter dem Patrozinium der heiligen Cosmas und Damian. Deren Gedenktag feiert die katholische Kirche am 26. September.

## Kirchengemeinde
Die Pfarrgemeinde ist eine der gegenwärtig fünf katholischen Kirchengemeinden in der Gemeinde Neuhof unweit der Kreisstadt Fulda, in der die Katholiken in der Mehrheit leben. Sie gehört dem Pastoralverbund St. Marien, Eichenzell im Dekanat Rhön an und umfasst die Pfarreien Büchenberg, Eichenzell, Hattenhof und Lütter.

## Filialkirchengemeinden
Zur Kirchengemeinde zählen die Filialkirchen St. Barbara in Rothemann und St. Sebastian in Kerzell.

## Kriegerehrenmal
Vor der Kirche auf dem Kirchplatz befindet sich das Kriegerehrenmal.